# Macdonaldit
Macdonaldit ist ein sehr selten vorkommendes Mineral aus der Mineralklasse der „Silikate und Germanate“. Es kristallisiert im orthorhombischen Kristallsystem mit der chemische Zusammensetzung BaCa4[Si8O18OH]2·10H2O und damit chemisch gesehen ein wasserhaltiges Barium-Calcium-Silikat.
Macdonaldit entwickelt meist nadelige und rechtwinklig zur a-Achse gestreckte Kristalle bis etwa sechs Millimetern Länge, die üblicherweise farblos-durchsichtig sind und auf ihren Oberflächen einen glasähnlichen Glanz aufweisen. Das Mineral kann aber auch in Form faseriger, körniger oder radialstrahliger Mineral-Aggregate gefunden werden, die aufgrund ihrer multikristallinen Ausbildung durch vielfache Lichtbrechung weiß erscheinen, wobei die Transparenz entsprechend abnimmt und vor allem bei faserigen Aggregaten ein wogender Lichtschein ähnlich dem von Seide entsteht.
Mit einer Mohshärte von 3,5 bis 4 gehört Macdonaldit eher zu den mittelharten Mineralen, die sich ähnlich wie das Referenzmineral Fluorit (4) mit einem Taschenmesser leicht ritzen lassen.

## Etymologie und Geschichte
Erstmals entdeckt wurde Macdonaldit an den Flüssen Rush Creek und Big Creek im Fresno County des US-Bundesstaates Kalifornien. Beschrieben wurde das Mineral von John T. Alfors, Melvin C. Stinson, Robert A. Matthews und Adolf Pabst, die es nach dem amerikanischen Vulkanologen Gordon Andrew MacDonald (1911–1978) benannten. Neben dem Macdonaldit umfasste ihre Erstbeschreibung noch sechs weitere Bariumminerale aus dem Fundgebiet im östlichen Fresno County: Krauskopfit, Walstromit, Fresnoit, Verplanckit, Muirit und Traskit.
Das Mineralogenteam sandte seine Untersuchungsergebnisse und den gewählten Namen 1964 zur Prüfung an die International Mineralogical Association (interne Eingangsnummer der IMA: 1964-010), die den Macdonaldit als eigenständige Mineralart anerkannte. Publiziert wurde die Erstbeschreibung ein Jahr später im Fachmagazin American Mineralogist.
Das Typmaterial des Minerals wurde in der California Division of Mines and Geology (CDMG; deutsch Kalifornisches Amt für Bergbau und Geologie) in San Francisco (Kalifornien, USA) aufbewahrt, deren Sammlung ins California State Mining and Mineral Museum (CSMMM) in Mariposa übernommen wurde. Die Inventarnummer des Typmaterials ist nicht dokumentiert.

## Klassifikation
In der veralteten 8. Auflage der Mineralsystematik nach Strunz gehörte der Macdonaldit zur Mineralklasse der „Silikate“ und dort zur Abteilung „Schichtsilikate (Phyllosilikate)“, wo er gemeinsam mit Cymrit, Delhayelith, Rhodesit und Wickenburgit in der „Macdonaldit-Wickenburgit-Gruppe“ mit der Systemnummer VIII/E.15 steht.
In der zuletzt 2018 überarbeiteten Lapis-Systematik nach Stefan Weiß, die formal auf der alten Systematik von Karl Hugo Strunz in der 8. Auflage basiert, erhielt das Mineral die System- und Mineralnummer VIII/H.38-050. Dies entspricht ebenfalls der Abteilung „Schichtsilikate“, wo Macdonaldit zusammen mit Burckhardtit, Cymrit, Delhayelith, Esquireit, Fivegit, Günterblassit, Hillesheimit, Hydrodelhayelith, Ilímaussit-(Ce), Kampfit, Lourenswalsit, Monteregianit-(Y), Mountainit, Rhodesit, Seidit-(Ce), Tienshanit, Umbrianit und Wickenburgit eine unbenannte Gruppe mit der Systemnummer VIII/H.38 bildet.
Die von der IMA zuletzt 2009 aktualisierte 9. Auflage der Strunz’schen Mineralsystematik ordnet den Macdonaldit in die erweiterte Klasse der „Silikate und Germanate“, dort aber ebenfalls in die Abteilung „Schichtsilikate“ ein. Diese ist allerdings weiter unterteilt nach der Struktur der Ringe. Das Mineral ist hier entsprechend seinem Aufbau in der Unterabteilung „Doppelnetze mit 4 und 6-gliedrigen Ringen“ zu finden, wo es zusammen mit Rhodesit die „Rhodesitgruppe“ mit der Systemnummer 9.EB.05 bildet.
In der vorwiegend im englischen Sprachraum gebräuchlichen Systematik der Minerale nach Dana hat Macdonaldit die System- und Mineralnummer 72.05.01.03. Auch das entspricht der Klasse der „Silikate“, dort allerdings der Abteilung „Schichtsilikate: Zweidimensionale unbegrenzte Lagen mit anderen als sechsgliedrigen Ringen“. Hier findet er sich innerhalb der Unterabteilung „Schichtsilikate: Zweidimensionale unbegrenzte Lagen mit anderen als sechsgliedrigen Ringen: korrodierte und komplexe Lagen“ in der „Rhodesitgruppe“, in der auch Rhodesit, Monteregianit-(Y), Delhayelith, Hydrodelhayelith und Seidit-(Ce) eingeordnet sind.

## Kristallstruktur
Macdonaldit kristallisiert orthorhombisch in der Raumgruppe Cmcm (Raumgruppen-Nr. 63) mit den Gitterparametern a = 14,08 Å; b = 13,11 Å und c = 23,56 Å sowie 4 Formeleinheiten pro Elementarzelle.

## Bildung und Fundorte
Macdonaldit bildet sich in Form von Äderchen, brüchigen Krusten oder eingesprengt in Sanbornit- und Quarz-haltigen, metamorphen Gesteinen.
Als sehr seltene Mineralbildung ist Macdonaldit nur in wenigen Proben aus rund 10 Vorkommen bekannt geworden (Stand: 2025). Außer an seiner Typlokalität, den Flüssen Rush Creek und Big Creek im Fresno County fand sich das Mineral im US-Bundesstaat Kalifornien noch in der Barium-Silikat-Lagerstätte bei Trumbull Peak westnordwestlich von Incline im Mariposa County sowie an der „Baumann-Prospektion“ in den östlichen Bergen des Chickencoop Canyons und der „Van-Gordon-Creek-Prospektion“ bei Dumtah östlich von Exeter im Tulare County.
Der einzige weitere bisher bekannte Fundort ist Italien, genauer die Grube Vispi bei San Venanzo in der Provinz Terni (Umbrien).